# Hovde-Gletscher
Der Hovde-Gletscher ist ein kleiner Gletscher an der Ingrid-Christensen-Küste des ostantarktischen Prinzessin-Elisabeth-Lands. Er mündet unmittelbar westlich des Kliffs Brattstranda in den südöstlichen Abschnitt der Prydz Bay. Seine kleine Gletscherzunge erstreckt sich bis nahe zur Insel Hovden.
Die erste Kartierung erfolgte bei der Lars-Christensen-Expedition 1936/37, während derer zudem die Insel Hovden (im Englischen Hovde Island) ihren Namen erhielt. Der US-amerikanische Kartograf John Hobbie Roscoe (1919–2007) kartierte ihn 1952 anhand von Luftaufnahmen der Operation Highjump (1946–1947). Roscoe benannte ihn als Hovde Ice Tongue (übersetzt Hovde-Eiszunge) in Anlehnung an die Benennung der gleichnamigen Insel. Das heutige Toponym setzte sich ab 1956 durch.